# Thea Blomsterberg
Thea Blomsterberg (9 de enero de 2002) es una deportista danesa que compite en natación. Ganó una medalla de plata en el Campeonato Europeo de Natación en Piscina Corta de 2023, en la prueba de 200 m braza.

## Palmarés internacional
| Campeonato Europeo en Piscina Corta | Campeonato Europeo en Piscina Corta | Campeonato Europeo en Piscina Corta | Campeonato Europeo en Piscina Corta |
| Año                                 | Lugar                               | Medalla                             | Prueba                              |
| ----------------------------------- | ----------------------------------- | ----------------------------------- | ----------------------------------- |
| 2023                                | Otopeni (Rumania)                   | Medalla de plata                    | 200 m braza                         |